# Walter Bussmann
Walter Bussmann, född 20 oktober 1904, död 11 februari 1957 i Luzern, var en schweizisk längdåkare. Han var med i de olympiska vinterspelen 1928 i Sankt Moritz och kom på femtonde plats på både 18 kilometer och 50 kilometer.